# Visole
Visole este o localitate din comuna Slovenska Bistrica, Slovenia, cu o populație de 500 de locuitori.